# Galacticat
Galacticat és un festival de cinema que es celebra anualment al Cine Majèstic de la ciutat de Tàrrega.

## Història
L'any 2022, amb motiu de la IX edició, es va realitzar la primera edició del concurs de guions «Trobada del Talent», a la qual es van presentar 120 projectes. En tant que punt de trobada de la indústria cinematogràfica, també s'hi va organitzar una visita conjunta tant per a les productores i distribuïdores com per als guionistes i directors de cinema per diferents indrets de Ponent per tal de mostrar possibles escenaris per a enregistrar-hi cinema. En la X edició del festival, el 2023, es va commemorar els cinquanta anys de l'estrena del clàssic de terror L'exorcista, dirigit el 1973 per William Friedkin, motiu pel qual la programació va girar al voltant d'aquest film i d'altres obres relacionades amb el món de les possessions demoníaques i el satanisme.
Després de deu edicions, l'any 2024, el Galacticat va deixar de banda el gènere del cinema de terror i fantàstic que havia estat la seva raó de ser fins aleshores, i es va reconvertir en un festival de cinema generalista en què es van projectar 90 films: 50 curtmetratges, 20 llargmetratges i una vintena més de pel·lícules clàssiques. D'aquesta manera es va retre homenatge a la contracultura i les tribus urbanes de les dècades del 1960, 1970 i 1980 amb la projecció de clàssics com Bob Dylan: don’t look back (1967), Let’s get lost (1988), Trainspotting (1996), Paris, Texas (1984) o This Is Spinal Tap (1984), i una versió teatralitzada de The Rocky Horror Picture Show (1975).